# Kannon-in

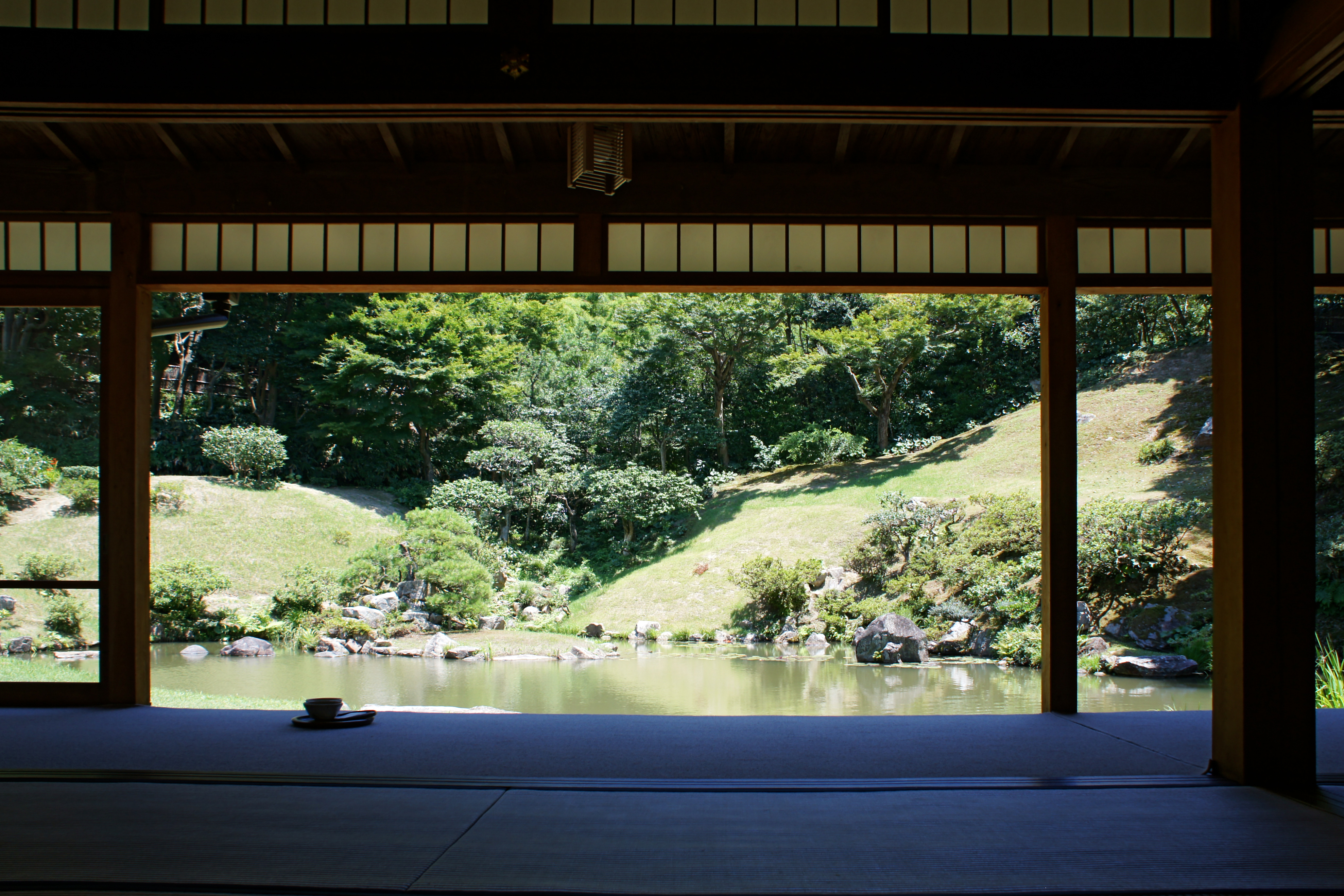
Jardin du Kannon-in.

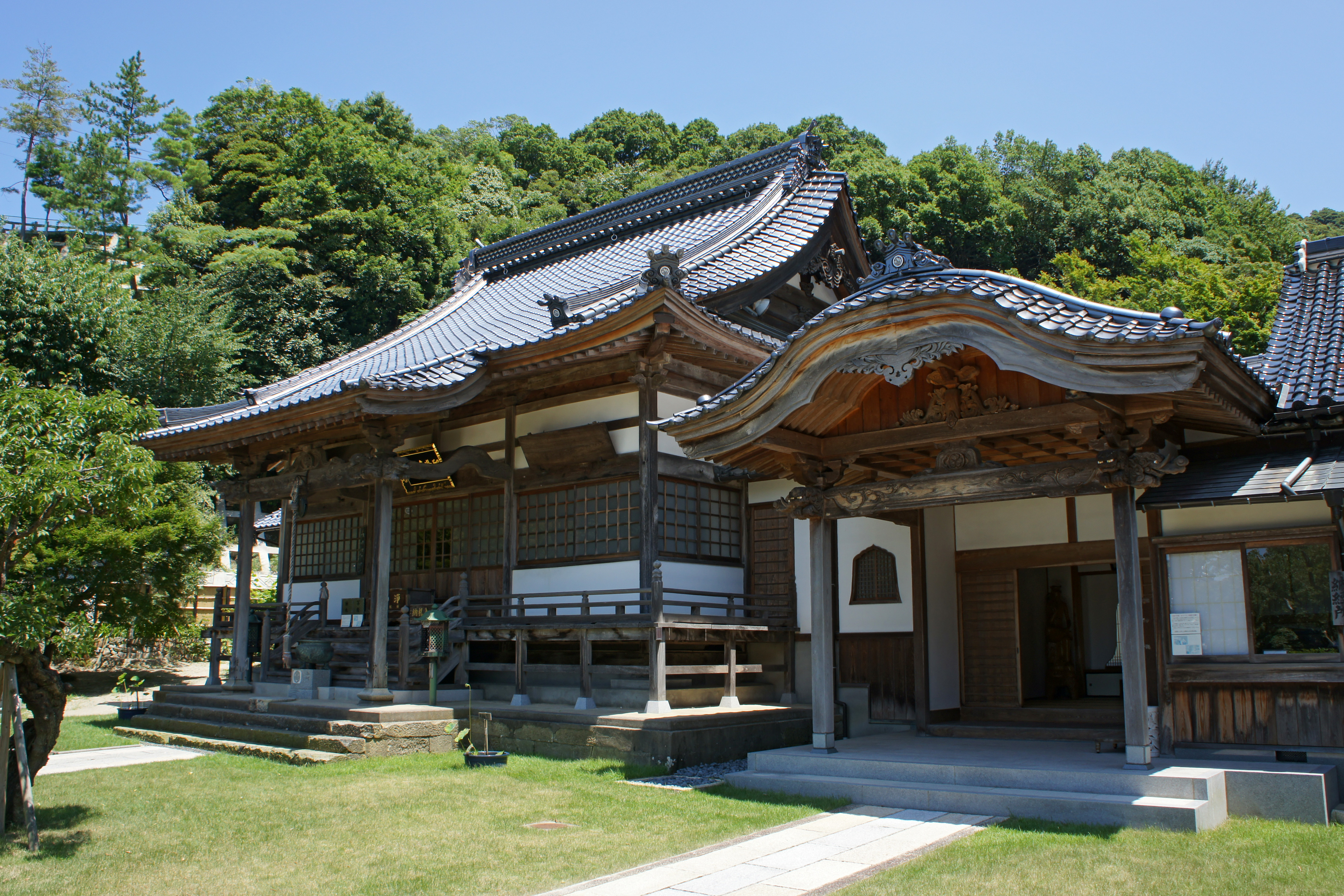
Le sho-in (bâtiment d'étude).

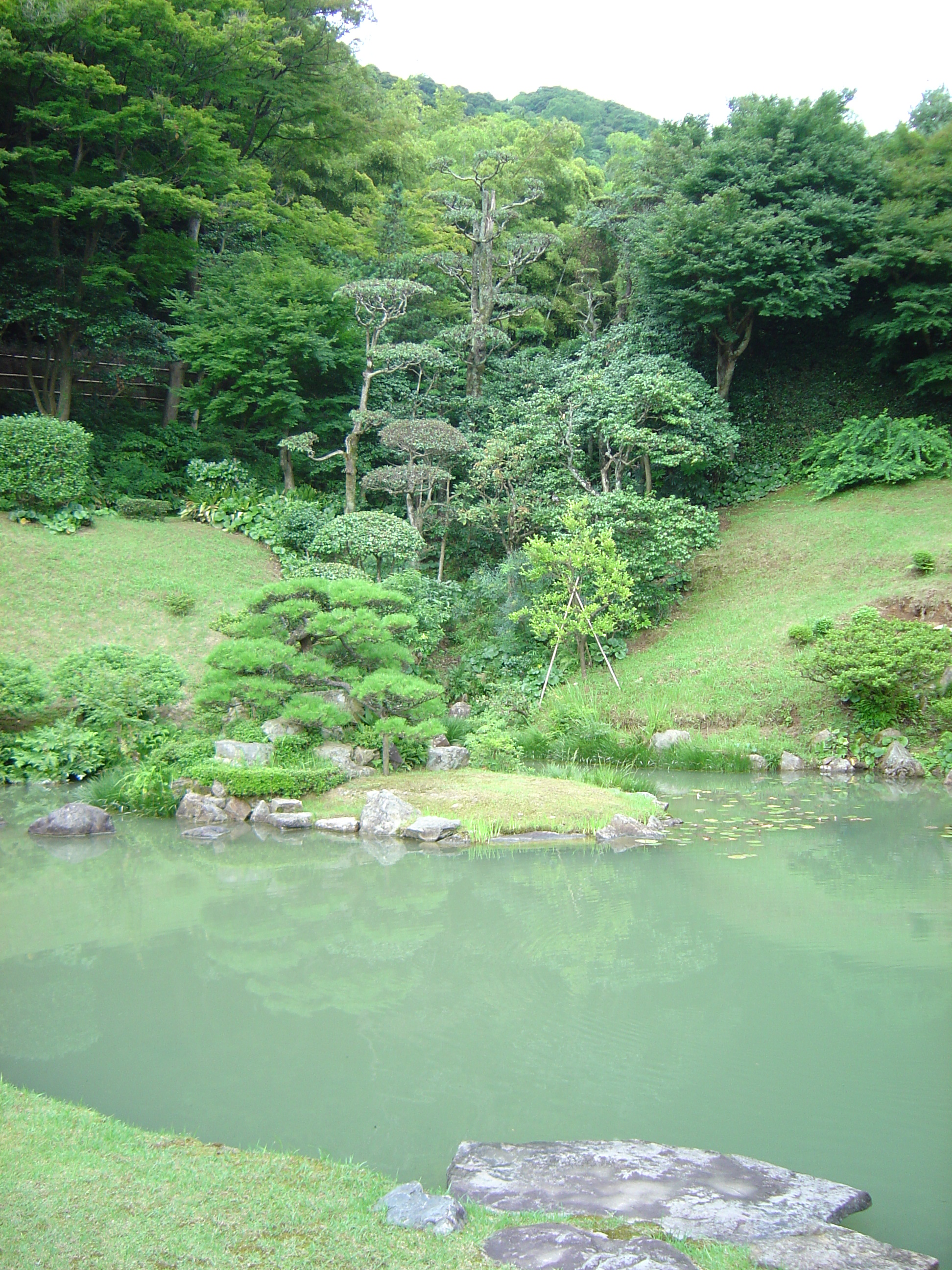
Jardin du Kannon-in.

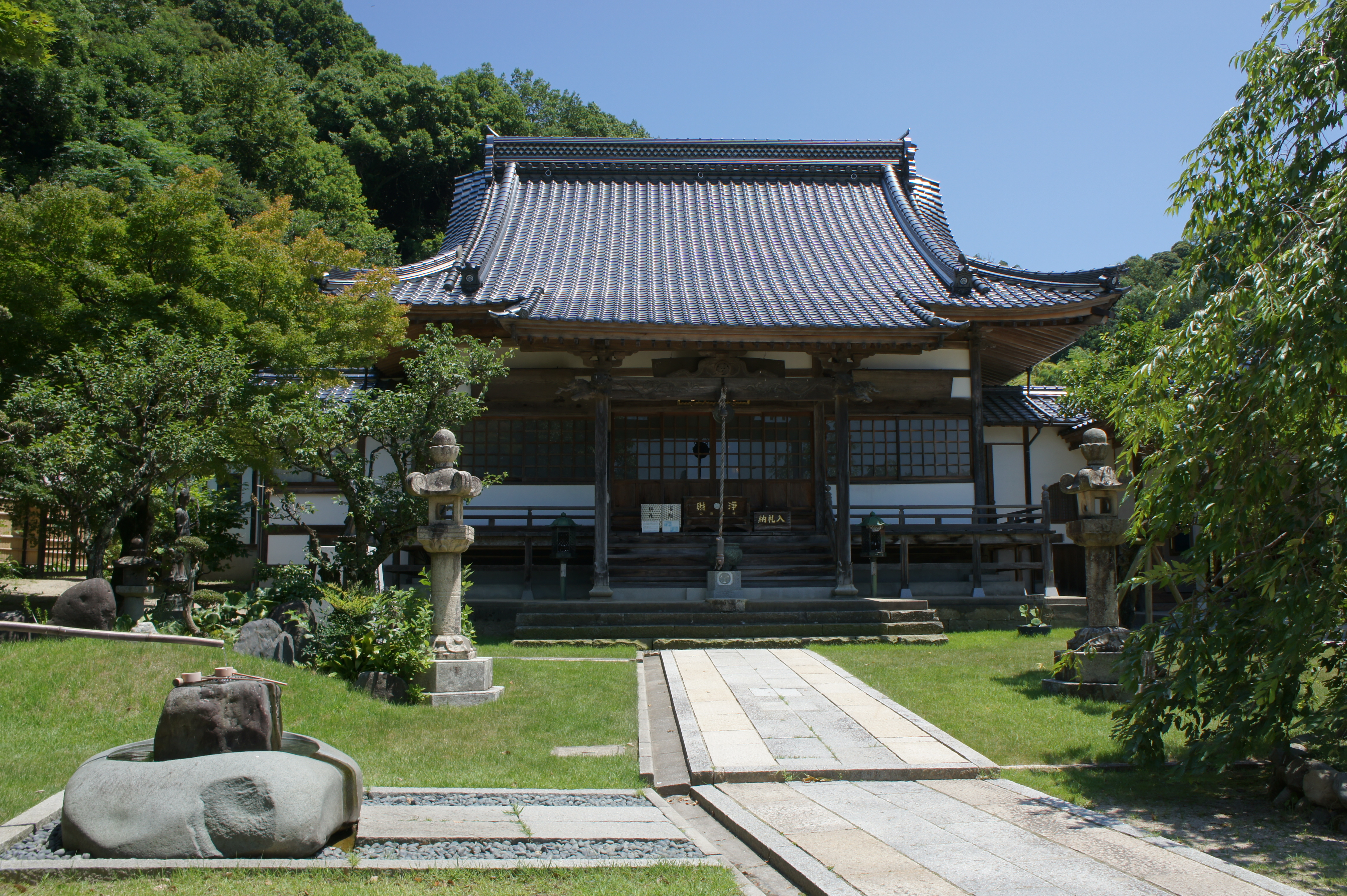
Hondō (bâtiment principal) du Kannon-in.

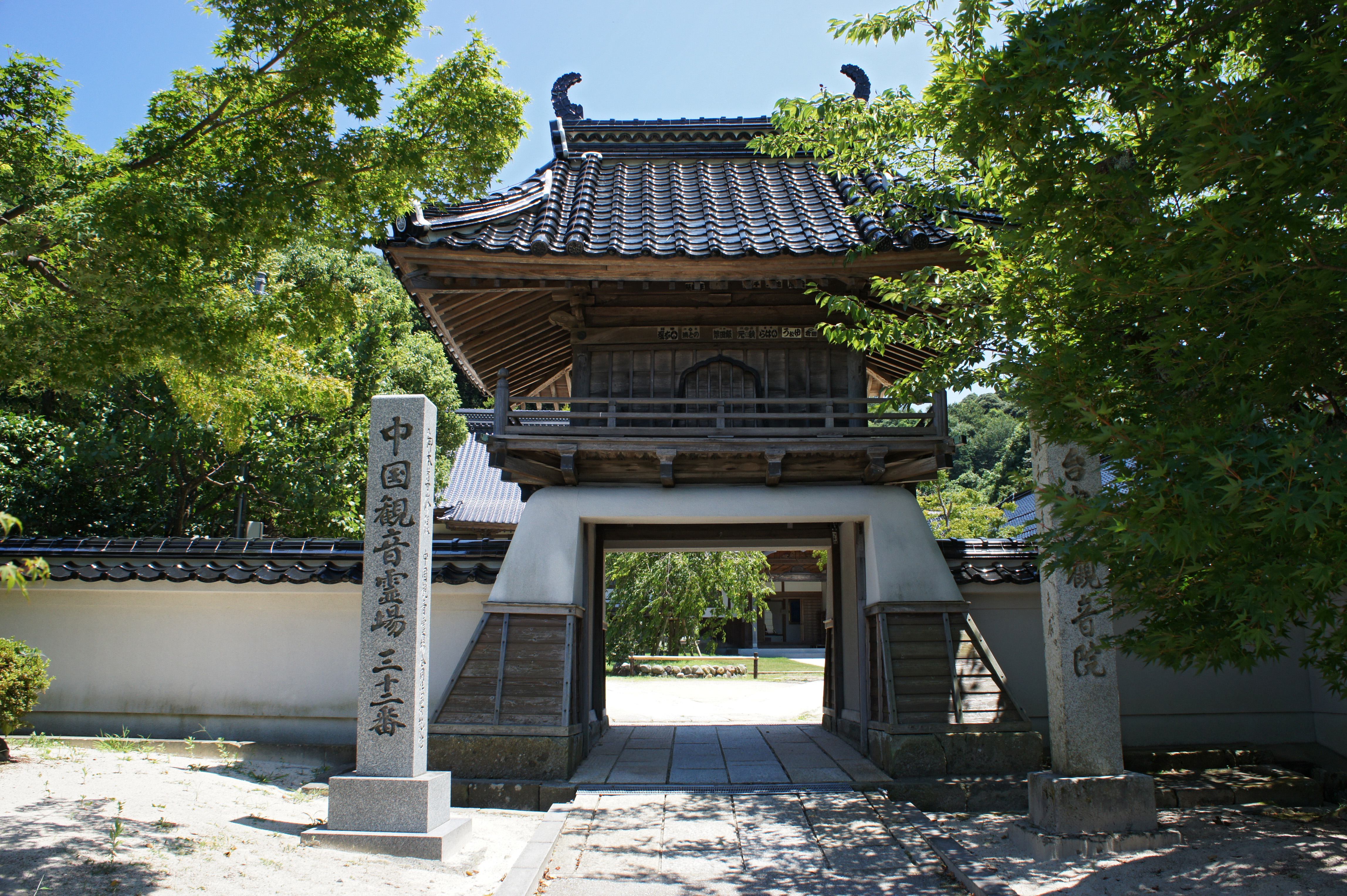
Sanmon (portes) du Kannon-in.

Le Kannon-in (観音院), anciennement connu sous le nom Fudarakusan Jigen-ji Kannon-in (補陀落山慈眼寺観音院), est un temple bouddhiste du district d'Uemachi de la ville de Tottori, préfecture de Tottori au Japon. Le Kannon-in, construit au début de l'époque d'Edo (1603-1868), est connu pour son jardin japonais.

## Histoire

### Fondation
L'histoire du Kannon-in, construit au début de l'époque d'Edo, est étroitement associée à celle du clan Ikeda. Ikeda Tadakatsu (池田忠雄) (1602-1632), daimyō du domaine d'Okayama dans la province de Bizen et seigneur du château d'Okayama, meurt jeune et son fils de trois ans Ikeda Mitsunaka (池田光仲) (1630-1693) lui succède. Le shogunat Tokugawa nomme l'enfant Mitsunaka daimyō du domaine de Tottori dans les provinces de Hōki et d'Inaba. En 1632, peu après l'accession de Mitsunaka à la position de daimyō, Senden (専伝), le quatrième prêtre en chef du Kōchin-ji dans l'actuelle ville d'Okayama, préfecture d'Okayama, envoie son disciple Gōben construire un temple pour le clan Ikeda. Senden ordonne à Gōben de construire le temple dans la pittoresque région de Kuritani dans l'actuelle  ville de Tottori et le charge de construire un temple de prière pour la vénération du Shōkanzeon Bosatsu (聖観世音菩薩), Kannon Bodhisattva. Le temple est nommé Kannon-in. Une statue du Bodhisattva Kannon, gravée dans la roche de la montagne du château de Tottori par Gyōki (668-749), prêtre bouddhiste de l'époque de Nara, est donnée au temple.

### Déplacement sur le site de Uemachi
En 1639, le Kannon-in est déplacé à son actuel emplacement à Uemachi dans la ville de Tottori pour servir de temple à l'usage du domaine de Tottori. Mitsunaka est profondément dévoué à la bodhisattva Kannon, et devient un protecteur du temple. À l'époque, l'onéreux complexe de temple garan (伽藍) Kannon-in est conçu et construit, dont son fameux jardin. Le Kannon-in est alors officiellement rebaptisé Fudarakusan Jigen-ji Kannon-in. Le fils ainé de Mitsunaka, deuxième seigneur du domaine de Tottori, dénomme le Kannon-in un kiganji (祈願寺) un temple de prière. Le temple atteint le statut élevé d'un des huit temples de prière (八ヶ寺, hachigatera) du domaine, statut qu'il conserve pendant toute l'époque d'Edo.

### Histoire moderne
Après l'abolition du système han, le Kannon-in cesse d'être un temple sous le patronage du clan Ikeda et perd son revenu lié à l'estimation de sa valeur en riz ainsi que toute forme de soutien monétaire. Peu de temps après, les adhérents locaux du Kannon-in prennent en charge le soutien financier du temple, soutien qui se poursuit encore aujourd'hui. Le jardin du Kannon-in est désigné « endroit pittoresque spécial » en 1937.

## Jardin du Kannon-in
Le jardin du Kannon-in est un exemple de jardin japonais de l'époque d'Edo du style chisenkanshō-shiki teien (池泉観賞式庭園), qui signifie littéralement un jardin du « style d'appréciation d'étang ». Un jardin chisenkanshō-shiki est destiné à être contemplé à partir d'un point de vue fixe en un seul endroit, plutôt que parcouru et observé sous plusieurs angles. Dans le cas du Kannon-in, le jardin est vu à partir de la véranda du sho-in (書院), bâtiment consacré à l'étude des sūtras bouddhistes. Les travaux du jardin commencent en 1650 et se prolongent dix ans. Le jardin utilise la pente douce du paysage du Kannon-in. On trouve une description du jardin dans le Kannon-in ezu (観音院絵図), avec une illustration du Kannon-in, publiée dans le Mudaaruki (無駄安留記) en 1858. Le Mudaaruki est probablement basé sur des œuvres plus anciennes. La structure annexe (bekkan (別館)) se trouve dans le Mudaaruki à un emplacement légèrement différent de celui qui est le sien dans le jardin aujourd'hui car le jardin du Kannon-in a probablement été restructuré au cours de l'ère Meiji.

## Temples branches
Le Kannon-in possède deux temples branches :
- Seikyō-ji (清鏡寺?), le Tachikawachō à Tottori
- Enjō-ji (円城?), le Kokufuchō, aussi à Tottori[4].

## Pèlerinage bouddhiste
Le Kannon-in est le trente-deuxième des trente-trois temples du pèlerinage de Chūgoku Kannon, une route de pèlerinage (junrei) établie en 1981 des trente-trois temples bouddhistes consacrés à la bodhisattva Kannon. La route traverse la région de Chūgoku du Japon occidental via les préfectures de Okayama, Hiroshima, Yamaguchi, Shimane et Tottori,.